# Tarō Yashima
Tarō Yashima (八島太郎) (21 septembre 1908 - 30 juin 1994), de son vrai nom Atsushi Iwamatsu (岩松淳), est un artiste japonais qui séjourna aux États-Unis durant la Seconde Guerre mondiale.

## Biographie
Iwamatsu est né en 1908 à Nejima (en) dans la préfecture de Kagoshima, et grandit sur la côte sud de Kyūshū. Son père est un médecin de province qui collectionne les œuvres d'art orientales et encourage le côté artistique de son fils. Après avoir étudié pendant trois ans à l'École des beaux-arts de Tokyo, Iwamatsu devient illustrateur et dessinateur à succès.
Cependant, lui et sa femme Mitsu Yashima (en) sont emprisonnés pour leur opposition au gouvernement militariste. En 1939, ils se rendent aux États-Unis pour étudier l'art, laissant derrière eux leur fils Makoto Iwamatsu (né en 1933). Après l'attaque sur Pearl Harbor de 1941, Iwamatsu entre dans l'armée américaine et travaille comme artiste pour l'OSS. Il commence alors à utiliser le pseudonyme de Tarō Yashima par peur de représailles contre leur fils et d'autres membres de leur famille si le gouvernement japonais découvre ses activités.
Après la guerre, lui et sa femme sont récompensés par le statut de résidents permanents par le Congrès des États-Unis. Il retourne au Japon récupérer son fils en 1949.
The New Sun, publié en 1943 sous le nom de Tarō Yashima, est un livre d'illustrations autobiographique de 310 pages pour adultes sur sa vie avant la guerre et l'expansionnisme du Japon Shōwa. Sa suite, Horizon is Calling, publié en 1947, est du même format avec une image par page et une ou deux lignes de texte. Le livre de 276 pages continue l'histoire de sa vie, parfois avec des légendes en japonais, et finit avec la volonté de quitter le Japon pour aller étudier l'art à l'étranger. Dans les deux livres, il détaille les mauvais traitements que lui et sa femme ont subi de la part de la police secrète japonaise.
Yashima commence à écrire et illustrer des livres pour enfants au début des années 1950, sous le pseudonyme qu'il utilisait dans l'OSS. Ces livres d'illustrations comme Crow Boy (1956), Umbrella (en) (1958), et Seashore Story (1967), sont finalistes de la médaille Caldecott et plus tard appelés livres d'honneur Caldecott. La récompense annuelle des libraires professionnels reconnait l'illustrateur comme l'auteur du « livre d'illustration américain pour enfants le plus distingué ».
Yashima retourne dans son village natal de Nejime, rendant visite à ses camarades de classe de jeunesse et revoyant des scènes familières qu'il a représenté dans ses livres d'images. Lui et le réalisateur Glenn Johnson ont réalisé un documentaire de 26 minutes en 1971, narré par Yashima, et intitulé Taro Yashima's Golden Village.
Il collabore à la réalisation du livre pour enfants, Momo's Kitten, avec sa femme, mais ils divorcent finalement.
Les Yashima vivent à Los Angeles depuis 1982.